# اصغر رفیعی جم
اصغر رفیعی جم (زاده ۱۳۲۹ در تهران) مدیر فیلم‌برداری و تهیه‌کنندهٔ ایرانی است. وی کارش را از عکاسی شروع کرده و سپس‌تر به فیلم‌برداری روی آورده‌است. رفیعی جم با فیلم‌سازان برجسته‌ای چون بهرام بیضایی و ایرج قادری و مسعود کیمیایی و واروژ کریم‌مسیحی همکاری کرده‌است.

## تهیه‌کننده
- غیرمنتظره (۱۳۸۵)
- برخورد (۱۳۷۰)
- خانه عنکبوت (۱۳۶۲)

## مدیر فیلم‌برداری
- پرونده باز است (۱۴۰۱)
- پدر و دختر (۱۴۰۰)
- سیاه باز (۱۳۹۹)
- آنجا همان ساعت (۱۳۹۷)
- يتيم خانه ايران (۱۳۹۴)
- گذر موقت (۱۳۹۴)
- سلام بر عشق (۱۳۸۸)
- آقای هفت رنگ (فیلم ۱۳۸۷) (۱۳۸۷)
- وقتی همه خوابیم (۱۳۸۷)
- پسران آجری (۱۳۸۵)
- سرگیجه (۱۳۸۵)
- غیرمنتظره (۱۳۸۵)
- هشت‌پا (۱۳۸۳)
- برگ برنده (۱۳۸۲)
- تب (۱۳۸۲)
- رخساره (۱۳۸۰)
- نگین (۱۳۸۰)
- سگ‌کشی (۱۳۷۹)
- اعتراض (۱۳۷۸)
- طوطیا (۱۳۷۷)
- مصائب شیرین (۱۳۷۷)
- مرسدس (۱۳۷۶)
- سلطان (۱۳۷۵)
- شکوه بازگشت (۱۳۷۱)
- مریم و می‌تیل (۱۳۷۱)
- برخورد (۱۳۷۰)
- راز چشمه سرخ (۱۳۷۰)
- پرده آخر (۱۳۶۹)
- آخرین پرواز (۱۳۶۸)
- زیر بام‌های شهر (۱۳۶۸)
- برهوت (۱۳۶۷)
- گودال (۱۳۶۷)
- دزد و نویسنده (۱۳۶۵)
- جدال (۱۳۶۴)

## جشنواره‌ها
- لوح زرین بهترین فیلم‌برداری برای فیلم شاید وقتی دیگر - جشنواره فیلم فجر دوره ششم
- سیمرغ بلورین بهترین فیلم‌برداری برای فیلم پرده آخر - جشنواره فیلم فجر دوره نهم
- سیمرغ بلورین بهترین فیلم‌برداری برای فیلم سگ‌کشی - جشنواره فیلم فجر دوره نوزدهم